# Åstorps samrealskola
Åstorps samrealskola var en realskola i Åstorp verksam från 1942 till 1964.

## Historia
Skolan fanns som samskola 1906-1919, vilken 1919 ombildades till en kommunal mellanskola  Denna ombildades från 1932 successivt till Åstorps samrealskola.
Realexamen gavs från 1920 till 1964.